# Sharknado 3: Oh Hell No!
Sharknado 3: Oh Hell No! is een Amerikaanse rampenfilm/actiekomedie/sciencefictionfilm uit 2015 van The Asylum en Syfy Films. De televisiefilm is het derde deel in de Sharknado-filmreeks, na Sharknado en Sharknado 2: The Second One. De film werd op 22 juli 2015 op Syfy uitgezonden en werd geregisseerd door Anthony C. Ferrante, waarbij Ian Ziering, Tara Reid, Cassie Scerbo en Mark McGrath hun rollen uit de vorige films opnieuw vertolken. Ook David Hasselhoff, Bo Derek, Ryan Newman (ter vervanging van Aubrey Peeples in de rol van Claudia Shepard uit de eerste film) en Jack Griffo vervoegen de cast.

## Verhaal
Fin Shepard en zijn bondgenoten trachten een reeks tornado's gevuld met haaien tegen te houden die langs de oostkust van de Verenigde Staten opduiken, van Washington D.C. tot Florida.

## Rolverdeling
| Acteur           | Personage                |
| ---------------- | ------------------------ |
| Ian Ziering      | Finley 'Fin' Shepherd    |
| Tara Reid        | April Wexler             |
| Cassie Scerbo    | Nova Clarke              |
| Mark McGrath     | Martin Brody             |
| Bo Derek         | May Wexler               |
| David Hasselhoff | Gilbert Grayson          |
| Frankie Muniz    | Lucas Stevens            |
| Ryan Newman      | Claudia Shepard          |
| Mark Cuban       | President Marcus Robbins |
| Jack Griffo      | Billy                    |

## Trivia
- Het Ierse muziekduo Jedward schreef en speelde de titelmuziek "Oh Hell No" en had ook een korte cameo in de film.